# 新名彩乃
新名彩乃（日语：／ Niina Ayano，1988年2月4日—），日本女性聲優，隸屬VIMS。青森縣出生，群馬縣長大。ARTSVISION附屬日本播音演技研究所的養成所學生，舊名松本彩乃（日语：／ Matsumoto Ayano）。
代表作為《流星戰隊Musumet》（三色紅/Musume Red）、《練馬大根兄弟》（マコ）等。

## 經歷、人物
- 綽號為、等。
- 在個人檔案上多半寫群馬縣出身，但實際是在青森縣出生。
- 於《流星戰隊Musumet》飾演主角三色紅出道。
- 飾演的角色多半與紅色及粉紅色有關，譬如下例。
  - 《流星戰隊Musumet》（飾演三色紅）：以色光三原色的紅色為靈感的角色
  - 《練馬大根兄弟》（飾演）：髮色為粉紅色
  - 《龍刻 RYU-KOKU》（飾演）：髮色為粉紅色
  - 《少女愛上大姊姊》（飾演上岡由佳里）：髮色為亮紅色
  - 《秋之回忆6～T-wave～》（飾演遠峯莉莉絲）：常吃的棒棒糖為紅色
- 因嘉數由美於2005年9月3日～同年11月5日請產假，所以由新名彩乃代替擔任「衛星動畫劇場」（NHKBS2）的主持人。
- 從群馬縣家中往返就讀的高中，2007年3月畢業，沒有繼續升學。
- 原名松本彩乃，2008年6月11日改用現在的藝名。

## 演出作品
※ 粗體字為主角、女主角或主要角色

### 電視動畫
2004年
- 流星戰隊Musumet（三色紅 / Musume Red）

2006年
- 處女愛上姊姊（上岡由佳里）
- 練馬大根兄弟（マコ）

2009年
- 11eyes（リゼット・ヴェルトール）
- 海貓悲鳴時 （煉獄七姐妹-五女マモン）
- 地獄少女 三鼎（あやの）

2010年
- STAR DRIVER 閃亮的塔科特 （渡邊·加奈子）
- 青春CUP（木村、理穂、亞由美、女學生）

2015年
- Go！Princess 光之美少女 （西峰綾香）

### OVA
2014年
- 無邪氣樂園 （金子梨央）※漫畫第6卷 特典DVD

### 遊戲
- 11eyes CrossOver（莉潔朵 / 莉婕羅提・威爾克麥斯達）
- 海貓悲鳴時 〜魔女與推理的迴旋曲〜（マモン）
- e'tude prologue （佐伯瞳） - PS2版
- 粉彩鐘聲Continue（フィル・イハート）
- Myself；Yourself〜各自的Finale〜（持田雛子）
- 秋之回憶系列
  - 秋之回憶5：中斷的影片（ルサックのアルバイト）
  - 秋之回忆6～T-wave～（遠峯莉莉絲）
  - 秋之回忆6 Next Relation（遠峯莉莉絲）
- 龍刻

### 真人演出
- 衛星動畫劇場（2005年度領航員（代理請產假的嘉數由美），NHKBS2）
- （助理，AT-X，2005年～2008年）
- （的聲音，亦露臉登場，2007年11月11日播放內容）
- 動畫星人（千葉電視台） - 第22、23回來賓

### 廣播
- 看光光☆Musumet（Animete TV、2004年10月～2005年3月） - 動畫配信
- （文化放送網路廣播，2005年1月～3月）
- TOKYO→NIIGATA MUSIC CONVOY（FM PORT，2006年8月主持人）
- VOICE CREW（NACK5、2006年10月1日～2007年3月25日，與下和田裕貴共同擔任第18任主持人）
- （Animete TV，2007年9月6日 - 2007年9月27日，代理主持人）
- （文化放送、2008年7月 - 2009年4月）

### CD
- 愛的閃光（Musumet（與大澤千秋、川瀨晶子組成的團體））
- 少女愛上大姊姊 角色印象單曲 PART.2（上岡由佳里）
- 廣播劇CD 
- （（與、森久保祥太郎組成的團體））
- Candy Love / Memories Off6 ～T-wave～ PERSONAL COLLECTION 1（遠峯莉莉絲）
- 電視動畫「海貓悲鳴時」Fair特典Special Rainbow CD（マモン）
- 新・百歌声爛 -女性聲優篇-

### 其它
- 彈珠機 CR戰國乙女（豐臣秀吉）

## 外部連結
- VIMS之個人檔案 （页面存档备份，存于）（日語）
- （日語）